# Animal Crossing: Pocket Camp
Animal Crossing: Pocket Camp är ett gratis relationsspel i Nintendos Animal Crossing-serie för iOS- och Android -enheter från 2017. Det släpptes i Australien i oktober 2017 och över hela världen månaden efter. Spelet bygger på samma koncept som tidigare Animal Crossing-spel, denna gång är spelet centrerat kring en liten campingplats med de sedvanliga djurkaraktärerna som olika campare. Spelaren kan utföra små uppgifter, idka byteshandel och inreda.

## Spelupplägg
Animal Crossing är en serie relationsspel där spelare anpassar sin karaktärs hem och närområde genom att byta material och tjänster för dekorativa föremål. I Pocket Camp dekorerar spelaren en camping i stället för en stad och samlar material som trä och bomull från närliggande områden för att byta mot bl.a. möbler. Spelarkaraktären blir vän med antropomorfiska djurkaraktärer som besöker närområdet till campingen, Djurkaraktärerna kan, liksom andra människospelare, både bli inbjudna och slumpmässigt besöka spelarkaraktärens campingplats.  Spelarens karaktär kan resa till flera olika platser, som Sunburst Island (där spelaren kan fånga insekter) eller Saltwater Shores (där spelaren kan fiska), samt en marknadsplats som säljer möbler och kläder. Spelaren kan anpassa sin karaktär genom att ändra dess kön, hårfärg, ansiktsdrag och husbil. 
Djurkaraktärer som befinner sig på de olika platserna belönar spelaren med hantverksmaterial när denne slutfört en uppgift som djurkaraktären gett spelaren. En lokal hantverkare, alpackan Cyrus, använder sen dessa hantverksmaterial till att bygga möbler, tält och dekorationer. Spelaren kan locka till sig specifika djurkaraktärer genom att placera deras favoritmöbler på campingen. Varje besök ökar relationen mellan spelaren och djurkaraktärens erfarenhetspoäng. I likhet med tidigare spel kan spelaren fiska, plocka frukt och betala av en skuld på sitt hem. Originalvalutan i spelserien heter bells.
I mobilspelet finns för spelserien en ny valuta, Leaf Tickets, som kan erhållas inom spelet eller genom mikrotransaktioner. Spelaren kan sedan använda Leaf Tickets för att minska timers i spelet eller för att skapa dekorationer utan råmaterial. Spelaren kan också byta ut Leaf Tickets mot speciella evenemangsmöbler.  
I spelet kan man också köpa lyckokakor som innehåller föremål. Varje kaka har till ett tema, temat är förknippat med en djurkaraktär och innehåller tio föremål. Varje köp innebär att spelaren får ett slumpmässigt valt föremål av de tio inom temat samt en "spådom" (t.ex. "du kommer över ditt hat mot broccoli") Lyckokakor kan hittas genom att besöka "Market Place", och de kan köpas med antingen Leaf Tickets eller bells. Spelare får en stämpel varje gång de köper en lyckokaka med leaf tickets, när en spelare har fått 10 stämplar är ett stämpelkort fullt. Stämpelkorten kan sen bytas mot specifika lyckokakeföremål. När spelare köper 5 lyckokakor på en gång för 250 Leaf Tickets får de en extra stämpel.

## Återkommande händelser
Det finns flera händelser i spelet som upprepas med liknande spelelement och olika belöningar. Dessa inkluderar men är inte begränsade till:
- Fisketurneringar
- Trädgårdsevenemang
- Skattejakt

Dessa evenemang varar i allmänhet ungefär två veckor och har ett mikrotransaktionselement för att påskynda belöningarna för händelsen. 

## Prenumerationer
Den 20 november 2019 släppte Nintendo två prenumerationsplaner för spelare att köpa i Animal Crossing: Pocket Camp . Happy Helper Plan låter användare välja en djurkaraktär som hjälper till på campingen genom att samla in material, tjäna bells och uppfylla de andra djurkaraktärernas önskemål. Den valda djurkaraktären får också belöningar åt spelaren genom att delta i återkommande händelser. Planen ger prenumeranter 60 Leaf Tickets varje gång prenumerationen förnyas. Furniture and Fashion-planen låter spelare spara designlayouter och ger fem lyckokakor till spelare varje månad. Dessa lyckokakor innehåller möbler/kläder som inte längre finns att köpa i spelet. Båda prenumerationsplanerna hjälper också till att minska tiden för att tillverka möbler och kläder, och ger spelare tillgång till Pocket Camp Club Journal, som innehåller artiklar, bilder och videor av Animal Crossing djurkaraktärer som interagerar med varandra, samt ökar lagringsutrymmet för spelaren så hen kan lagra möbler. När prenumenerationerna släpptes kostade Happy Helper-planen 2,99 USD per månad, och Furniture and Fashion-planen kostade 7,99 USD per månad. 

## Utveckling och historia
Nintendo planerade ett mobilspel i sin Animal Crossing -serie bland företagets första smartphonesläpp, som utannonserades i början av 2016.  Animal Crossing -serien valdes ut för sin breda demografiska räckvidd.  Mobilspelet var ursprungligen planerat att släppas senare samma år men försenades, då Nintendo prioriterade sin release av Super Mario Run. Under året därpå experimenterade Nintendo med mikrotransaktioner i mobilspelet Fire Emblem Heroes .  Den 25 oktober 2017 visades Nintendo Pocket Camp under en Nintendo Direct- presentation som Nintendos fjärde mobilapp. Appen släpptes i Australien samma dag för iOS- och Android -plattformar,  och släpptes över hela världen i 41 andra länder den 21 november 2017.

### Utmärkelser
Mindre än en vecka innan det släpptes världen över, vann spelet priset för "Årets studio" (Nintendo EPD) vid Golden Joystick Awards 2017;  efter att det släppts nominerades det till "Bästa mobilspel" i IGN : ' Best of 2017 Awards.  I Game Informer ' s Reader's Choice Best of 2017 Awards tog den ledningen för "Best Simulation Game".  Det nominerades också till A-Train Award för bästa mobilspel vid New York Game Awards 2018,  för "Mobile Game of the Year" vid 2018 SXSW Gaming Awards,   och för "Mobile Game of the year" på Golden Joystick Awards 2018.   Vid Famitsu Awards vann den Excellence Prize.